# IAR 823
Lo IAR 823 era un monomotore da addestramento multiruolo ad ala bassa sviluppato negli anni settanta e prodotto inizialmente dall'azienda rumena Intreprinderii de Constructii Aeronautice (ICA)-Braşov) e successivamente dalla Industria Aeronautică Română (IAR).

## Storia

### Sviluppo
Nel 1970, l'ufficio tecnico diretto da Radu Manicatide presso l'Institutul de Mecanica Fluidelor si Cercetari Aerospatiale (IMFCA) (Istituto di Meccanica dei Fluidi e della Ricerca Aerospaziale) completò un nuovo progetto per un velivolo multiruolo destinato principalmente alla formazione dei piloti e da proporre sia al mercato civile che quello militare.
La costruzione del prototipo, al quale venne assegnata la designazione IAR 823, venne assegnata all'azienda Intreprinderii de Constructii Aeronautice ICA-Braşov che si concretizzò nel 1973. In seguito venne realizzato un secondo esemplare che, registrato YR-MEA, venne mostrato al pubblico in occasione della manifestazione aerea di Farnborough nel 1974.
In seguito alle buone prestazione dimostrate ne venne avviata la produzione in serie nel 1974 in due lotti, il primo da 50 esemplari seguito da un secondo da 20.

## Impiego operativo

### Civile
In ambito civile lo IAR 823 venne utilizzato inizialmente dagli aeroclub in territorio rumeno ed in Ungheria.
In tempi recenti gli esemplari surplus civili e militari sono stati assorbiti dal mercato statunitense dell'aviazione generale ed operano come aerei da turismo ed addestramento dai loro proprietari.

### Militare
Lo IAR 823 venne utilizzato principalmente dalla forza aerea rumena nelle tre designazioni che si succedettero dagli anni settanta in poi dal regime socialista all'attuale realtà nazionale. I modelli iniziarono ad essere consegnati dalla metà degli anni settanta fino ad acquisire un totale di 58 esemplari assegnati ai reparti di formazione dei piloti. le versioni militari erano dotate di una coppia di piloni subalari, uno per ogni semiala, che permettevano di equipaggiarli con una serie di carichi bellici come pod per mitragliatrici e razzi non guidati, bombe da caduta o serbatoi di combustibile addizionali.
Benché risultassero recentemente ancora in carico alla più recente Forțele Aeriene Române in realtà erano stati accantonati già dal 1995-96.
Nel febbraio 1981 dodici esemplari vennero consegnati al governo dell'Angola per equipaggiare il reparto ENAM, una scuola di volo per piloti militari dislocata presso l'aeroporto di Negage.

## Descrizione tecnica
Lo IAR 823 era un velivolo dall'aspetto moderno, per l'epoca, monomotore monoplano ad ala bassa con carrello retrattile ed equivalente a diversi modelli di produzione straniera.
La fusoliera era caratterizzata da una cabina di pilotaggio a due posti affiancati più tre posteriori destinati ai passeggeri. Posteriormente terminava in un impennaggio classico monoderiva con piani orizzontali a sbalzo.
L'ala, montata bassa sulla fusoliera, era caratterizzata da un sensibile angolo di diedro positivo e dotata di alettoni e flap su ogni semiala.
Il carrello d'atterraggio era un triciclo anteriore completamente retrattile, con l'elemento anteriore con movimento verso coda ed i due posti sotto le semiali con movimento verso la fusoliera.
La propulsione era affidata ad un motore Lycoming IO-540-G1D5, un motore a sei cilindri contrapposti raffreddato ad aria in grado di erogare una potenza pari a 290 hp (216 kW), collocato all'apice anteriore della fusoliera racchiuso in un cofano metallico dotato di una coppia di prese d'aria laterali ed abbinato ad un'elica bipala metallica Hartzell a passo variabile.

## Utilizzatori

### Militari
Angola
- Força Aérea Popular de Angola y Defesa Aérea y Antiaérea

operò con 12 esemplari dal febbraio 1981, utilizzati nella scuola di volo (ENAM).
 Romania
- Forțele Aeriene ale Republicii Socialiste Română

 Romania
- Forțele Aeriene Române

## Esemplari attualmente esistenti
- due esemplari con marca 15 e 19 sono conservati al Museo dell'aviazione di Bucarest[4].